# Османсько-єгипетська війна (1839—1841)

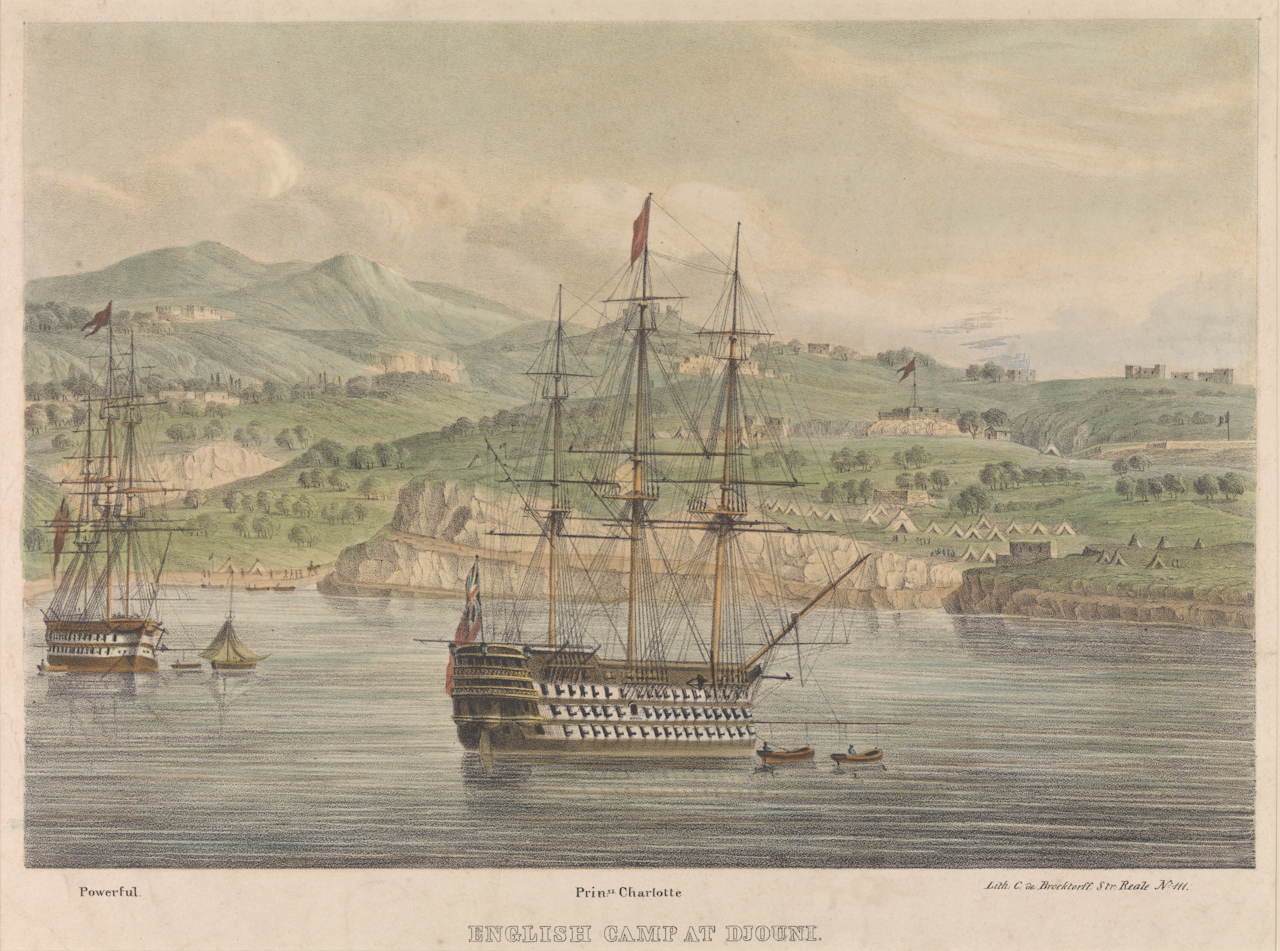
HMS ' і ' в Англійському таборі в Джуні поблизу Сідона в 1840. Під час сирійських операцій Princess Charlotte був флагманом адмірала сера Роберта Стопфорда.

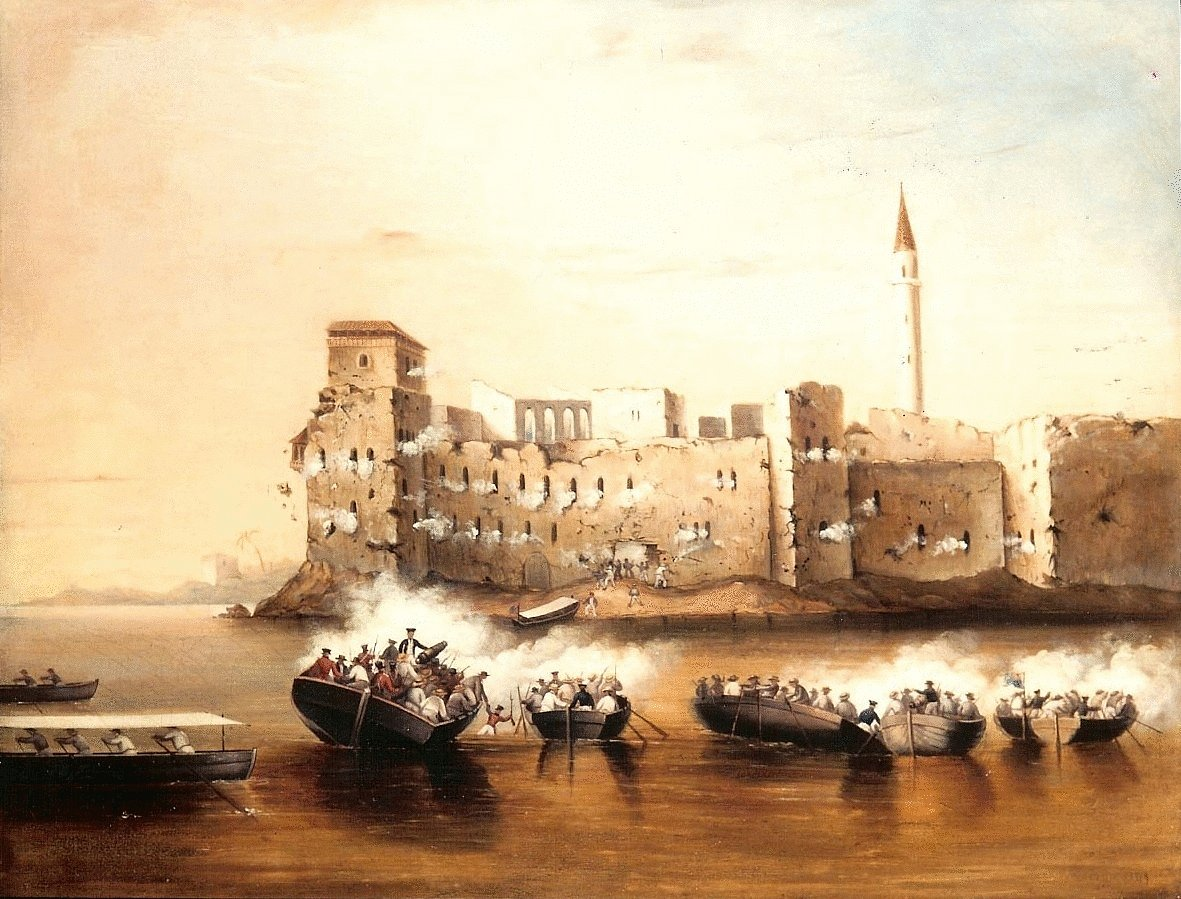
Тортоса, 23 вересня 1840, атака човнів HMS Benbow, Carysfort та Zebra, під командуванням капітана Дж.Ф. Росса, R.N.

Османсько-єгипетська війна — війна в 1839–1841 роках між Османською імперією та османським управителем Єгипетського еялету, хедивом Мухаммедом Алі. Складова турецько-єгипетських воєн.

## Історія
Спалахнула через невдоволення обох сторін результатами першої османсько-єгипетської війни 1831–1833, закріпленими у Кютахійському мирному договорі: Османи прагнули повернути під свій контроль Велику Сирію, а Мухаммед Алі хотів вибороти незалежність. Війна почалася з вторгнення турецьких військ у Сирію. 24 червня 1839 року їх наголову розбили єгиптяни під командуванням паші Ібрагіма в битві при Незібі. 1 липня того ж року турецький флот, відправлений до Олександрії, здався Мухаммеду Алі. Стривожені посиленням Єгипту, Велика Британія, Австрія й Росія втрутилися у конфлікт на боці Османської імперії. Єгипет підтримали Франція й Іспанія. У вересні-листопаді 1840 року британсько-австрійський флот відрізав від Єгипту лінії комунікацій єгипетських війська Ібрагіма, що перебували в Сирії. Після цього британці окупували Бейрут і Акру, спровокували повстання в Лівані й розбили єгипетські війська у ряді локальних боїв. Під загрозою вторгнення до Єгипту, 27 листопада 1840 року урядові посланці Британії змусили Мухаммеда Алі розпочати роботу Олександрійської конференції з мирного врегулювання. Британський адмірал Чарльз Напір добився від єгипетського уряду здачі сирійських завоювань 1831–1833 років, повернення турецького флоту, скорочення єгипетського війська до 18 тисяч вояків та відновлення формальної залежності Єгипту від Османської імперії. В обмін на це Британія й Османи визнавали за Мухаммедом Алі та його нащадками спадкове право на управління Єгипетським еялетом. В грудні 1841 року Ібрагім з військами полишив Сирію. 13 лютого і 1 червня 1841 року султан Абдул-Меджид I підтвердив спадкові права династії Мухаммеда Алі на Єгипет. Інші назви конфлікту — Друга османсько-єгипетська війна, Друга турецько-єгипетська війна, Друга сирійська війна, Єгипетська криза 1839–1841 років.